# Green (krater marsjański)
Green – krater uderzeniowy na powierzchni Marsa o średnicy 182 km. Znajduje się na półkuli południowej, na 52,7° szerokości południowej i 8,4° długości zachodniej. Decyzją Międzynarodowej Unii Astronomicznej w 1973 roku został nazwany od brytyjskiego astronoma Nathaniela E. Greena.